# مرض النسيج الضام المختلط
مرض النسيج الضام المختلط(بالإنجليزية: Mixed connective tissue disease)‏(المعروف أيضا باسم متلازمة شارب ، عادة يختصر ب (MCTD)، هو مرض المناعة الذاتية، يسبب تداخل ملامح ثلاثة أمراض وهي:مرض النسيج الضام - الذئبة، تصلب الجلد والتهاب العضلات.
داء النسيج الضام المختلط قد يكون له أيضا ملامح من التهاب المفاصل الروماتويدي. لهذا السبب، يشار إلي داء النسيج الضام المختلط في بعض الأحيان على أنه مرض مركب أو متداخل.

## الأسباب
حتى الآن لا يعرف السبب المباشر لداء النسيج الضام المختلط. فهذا المرض يعتبر جزء من مجموعة من الأمراض المعروفة باسم اضطرابات المناعة الذاتية.. ويعتقد الأطباء قد يكون مزيجا معقدا من الفيروسات، والمواد الكيميائية والعوامل الوراثية وراء ذلك. عندما يكون لديك اضطراب في المناعة الذاتية، الجهاز المناعي - مسؤول عن قتال المرض - يخطأ بشكل طبيعى تعرف الخلايا السليمة عن الدخلاء. وكنتيجة لذلك الأنسجة السليمة في الجسم تتضرر، مما يسبب علامات وأعراض المرض. في أمراض النسيج الضام، الجهاز المناعي بطريق الخطأ يهاجم النسيج الضام الصحي.

## الأعراض
يجمع بين ميزات تصلب الجلد، التهاب العضل، الذئبة الحمامية الجهازية، والتهاب المفاصل الروماتيزمي. ولذلك سميت بمتلازمة التداخل.ومن تلك الأعراض هي:
-مرض رينو.
-آلام المفاصل / تورم،
-الشعور بالضيق،
-تناذر سجوجرن،
-التهاب العضلات،
-تصلب الأصابع (سماكة الجلد في منصات من الأصابع)
-حمى خفيفة.
-تورم الأيدي والأصابع المنتفخة

## العلاج
ليس هناك علاج لداء النسيج الضام المختلط، ولكن العلاج يكون في تخفيف الاعراض أو شفائها مثل الدواء ودعم الجسم بالاغذية الغنية مثل زيت السمك المساعدة لداء المفاصل وغيرها علامات وأعراض داء النسيج الضام المختلط. وقد لا تتطلب الأشكال الخفيفة من داء النسيج الضام المختلط العلاج العلاج فقط خلال الالتهابات، وإذا كان لدى الشخص شكل أكثر خطورة من المرض، قد تتطلب العلاج المستمر بالادوية مثل: الكورتيزون، المضادات الحيوية، مضاد الالتهاب مثل الإيبوبروفين، أدفيل، موترين، ونابروكسين الصوديوم (أليف).ومثبطات المناعة الأخرى.بعض الاحيان يلجاء إلى الوخز بالبر.

## وصلات خارجية
- Information on MCTD from MedicineNet.com
- Mixed Connective Tissue Disease (MCTD): Autoimmune Rheumatic Disorders: Merck Manual Professional

http://www.webteb.com/general-health/diseases/مرض-النسيج-الضام-المختلط
http://www.romatezmeyat.com/article.php?id=164